# Волчинец (Днестровский район)
Волчине́ц (укр. Вовчинець) — село в Кельменецкой поселковой общине Днестровского района Черновицкой области Украины, расположено на притоке Прута Вилии, в 9 км от районного центра и в 8 км от железнодорожной станции Ларга.
Население по переписи 2001 года составляло 1325 человек. Почтовый индекс — 60150. Телефонный код — 3732. Код КОАТУУ — 7322082401.

## История
Впервые село упоминается в 1634 году.
В 1918 году захвачено Румынией. В январе 1919 года, из-за жестокого правления этими землями Румынией, вспыхивает Хотинское восстание, за село шли тяжёлые бои, по итогам которых были убиты румынские офицеры, а село взято под контроль повстанцев. В конце января Румыния смогла вытеснить повстанцев с села и восстановить свою власть на его территории.
В 1940 году село берёт под свой контроль Советская армия. Но в 1941 Румыния возвращает село под свой контроль. Во время оккупации был расстрелян 1 житель села.
В 1944 году воины СССР смогли освободить село от румынских захватчиков.
В 1947 году был организован колхоз имени Фрунзе, который выращивал пшеницу, кукурузу, сахарную свеклу. Было развито мясо-молочное животноводство.
В 1991 году село входит в состав независимой Украины.
До 2020 года входило в Кельменецкий район